# Eupithecia korbi
Eupithecia korbi är en fjärilsart som beskrevs av Karl Dietze 1910. Eupithecia korbi ingår i släktet Eupithecia och familjen mätare. Inga underarter finns listade i Catalogue of Life.